# Pardosa fortunata
Pardosa fortunata este o specie de păianjeni din genul Pardosa, familia Lycosidae. A fost descrisă pentru prima dată de O. P.-cambridge, 1885. Conform Catalogue of Life specia Pardosa fortunata nu are subspecii cunoscute.